# 정한철 (정치인)
정한철(鄭漢喆, 1956년 5월 18일 ~ 2012년 7월 3일)은 대한민국의 정치인이다. 산청군의원을 지냈다.

## 학력
- 1968.02 생초국민학교 졸업
- 2008.07 고등학교 입시 검정고시 합격
- 2010.03 진주고등학교 부설방송통신고등학교 졸업

## 경력
- 1989.07 ~ 1993.06 산청군 장애인 협의회 이사
- 2004.05 ~ 2010.06 산청군 새마을금고 이사
- 2007.08 ~ 2012.07 생초면 산악회 회장
- 2008.02 ~ 2010.06 산청군 농업경영인 협의회 감사
- 2008.03 ~ 2010.06 생초초등학교 운영위원회 위원장
- 2008.03 ~ 2012.07 민주평화통일자문회 자문위원
- 2009.02 ~ 2010.06 생초면 주민자치위원회 위원장
- 2009.02 ~ 2010.06 산청군 바르게살기운동협의회 이사
- 2009.05 ~ 2010.04 한나라당 경남도당 부위원장
- 2009.08 ~ 2012.07 창원지방검찰청 진주지청 형사조정위원
- 2010.07 ~ 2012.07 제6대 경상남도 산청군의회 의원

## 역대 선거 결과
| 실시년도 | 선거      | 대수 | 직책   | 선거구               | 정당   | 득표수  | 득표율          | 순위 | 당락 | 비고 |
| -------- | --------- | ---- | ------ | -------------------- | ------ | ------- | --------------- | ---- | ---- | ---- |
| 2012년   | 지방 선거 | 6대  | 군의원 | 경남 산청군 나선거구 | 무소속 | 1,108표 | \| \| 25.36% \| | 2위  |      | 초선 |
|          | 25.36%    |      |        |                      |        |         |                 |      |      |      |